# Åsa Westlund
Åsa Ingrid Gunilla Westlund, född 19 maj 1976 i Anderstorps församling i Jönköpings län, är en svensk politiker (socialdemokrat). Hon är ordinarie riksdagsledamot sedan 2014, invald för Stockholms läns valkrets, och var Europaparlamentariker 2004–2014. Westlund var även ordförande i finansutskottet mellan 2020 och 2022 samt var ordförande i miljö- och jordbruksutskottet 2018 och EU-nämnden 2018–2020.. Idag är hon vice ordförande i utbildningsutskottet.

## Biografi
Westlund inledde sin politiska bana i den socialdemokratiska studentklubben Demos i Växjö, medan hon läste Internationella samhällsvetarprogrammet vid Växjö universitet. Hon flyttade senare till Göteborg, där hon fortsatte sina studier i statsvetenskap vid Göteborgs universitet, där hon blev fil. mag. Hon var 1999-2001 ordförande för Göteborgs socialdemokratiska högskoleförening (GSHF), och valdes därefter till förbundsordförande för Sveriges socialdemokratiska studentförbund (S-studenter). Hon arbetade sedan som politisk sekreterare innan hon invaldes i Europaparlamentet 2004 genom en kampanj organiserad av bland andra S-studenter och SSU. I denna kampanj hade hon bland annat stöd av Ingvar Carlsson, Anna Lindh och en rad andra ledande socialdemokrater.
Westlund var ansvarig för kampanjen på socialdemokratiska partiets kongress 2001 för att homosexuella ska få rätt att adoptera barn. Hon vann med en rösts övervikt över partiledningen och lagen är nu genomförd i Sverige. På socialdemokratiska partiets kongress 2005 hade hon skrivit en motion om att äktenskapslagstiftningen ska göras könsneutral, som hon drev igenom mot partiledningens vilja.
I Europaparlamentet var Westlund under båda sina mandatperioder ordinarie ledamot i utskottet för miljö, folkhälsa och livsmedelssäkerhet. och jobbade med klimat- och miljölagstiftning, samt livsmedelsfrågor. År 2013 var hon till exempel föredragande för ett betänkande om skydd av folkhälsan mot endokrinstörande ämnen.
När hon blev invald i riksdagen 2014 satt hon i näringsutskottet och jobbade mest med energifrågor. Westlund satt även med i den statliga energikommissionen och deltog också i de förhandlingar som ledde fram till Energiöverenskommelsen 2016. I mars–september 2018 var hon ordförande i riksdagens miljö- och jordbruksutskott och från september 2018 till oktober 2020 ordförande för riksdagens EU-nämnd. Sedan oktober 2020 är hon ordförande i finansutskottet.
Westlund var 31 maj 2018–31 december 2019 regeringens särskilda utredare för Biogasmarknadsutredningen som lade fram betänkandet Mer Biogas! För ett hållbart Sverige.
Hon är ledamot i den socialdemokratiska partistyrelsen sedan 2013. Sedan 2020 är hon ordförande för Stockholms läns socialdemokratiska partidistrikt. Westlund har också haft flera kommunal- och landstingspolitiska uppdrag. Sedan 2014 sitter hon i Haninge kommunfullmäktige. 
Westlund bor i Haninge kommun i Stockholms län och är gift med Aftonbladets politiska chefredaktör Anders Lindberg.[när?]